# Eliel Lagercrantz
Eliel Lagercrantz, född 26 december 1894 i Mola, Viborgs län, död 11 juli 1973 i Helsingfors, var en finländsk filolog.
Lagercrantz disputerade 1927 på en avhandling om samiskan och var 1937–1964 docent i lappska språket vid Helsingfors universitet. Han gjorde sig ett namn som utforskare av samiskan och bedrev omfattande fältforskningar på Nordkalotten, vilket bland annat resulterade i en rad stora ordböcker och grammatikaliska verk. 1954 utgav Lagercrantz ett arbete om utvecklingspsykologin, Sielunelämän kehitys. Han erhöll professors titel 1965.